# Episodi di Tris di cuori (prima stagione)
La prima stagione della serie televisiva Tris di cuori è stata trasmessa in anteprima negli Stati Uniti d'America dalla NBC tra il 17 marzo 1998 e il 5 maggio 1998.
| nº | Titolo originale              | Titolo italiano | Prima TV USA   | Prima TV Italia |
| -- | ----------------------------- | --------------- | -------------- | --------------- |
| 1  | Pilot                         |                 | 17 marzo 1998  |                 |
| 2  | The Games People Play         |                 | 24 marzo 1998  |                 |
| 3  | The Mother of All Visits      |                 | 31 marzo 1998  |                 |
| 4  | The Donor                     |                 | 7 aprile 1998  |                 |
| 5  | The Gift That Keeps on Giving |                 | 17 aprile 1998 |                 |
| 6  | The Good Doctor               |                 | 21 aprile 1998 |                 |
| 7  | The Vows                      |                 | 28 aprile 1998 |                 |
| 8  | The Brother's Day             |                 | 5 maggio 1998  |                 |
| 9  | The Cookie Monster            |                 | inedito        |                 |
| 10 | The Drought                   |                 | inedito        |                 |
| 11 | The Last One of the Season    |                 | inedito        |                 |